# Anan (Haute-Garonne)
Anan is een gemeente in het Franse departement Haute-Garonne (regio Occitanie) en telt 222 inwoners (2005). De plaats maakt deel uit van het arrondissement Saint-Gaudens.

## Geografie
De oppervlakte van Anan bedraagt 13,2 km², de bevolkingsdichtheid is 16,8 inwoners per km².
De onderstaande kaart toont de ligging van Anan (Haute-Garonne) met de belangrijkste infrastructuur en aangrenzende gemeenten.

## Demografie
Onderstaande figuur toont het verloop van het inwonertal (bron: INSEE-tellingen).